# ハリー・スウィーニィ
ハリー・スウィーニィ（Harry Sweeney、1961年3月1日 - ）は競走馬生産者、獣医師。アイルランド出身。北海道新冠郡新冠町にあるパカパカファームの牧場長である。2016年よりダーレー・ジャパン・ファーム代表を兼任。一口馬主法人「フクキタル」代表取締役。

## 経歴
1961年、アイルランドに生まれる。生家は牧場だった。
イギリスで獣医学の博士号を取得し、獣医師としてアイルランド、アメリカ、オーストラリアの牧場で勤務する。その後イギリスで競走馬育成に携わっていたところ、大樹ファームのゼネラルマネージャーだったジョン・マルドゥーンの招きを受け、1990年に妻とともに来日。もともと日本には半年ほどの滞在予定だったが5年間勤務し、場長に就任した。
1995年に細川益男が運営する待兼牧場（当時育成牧場）のゼネラルマネージャーに就任。同牧場で3年半働いたのち、日本でサラブレッド生産をしたいと思い自分の牧場を開設した。日本国外在住者による農地収得は大変難しい問題だったがスウィーニィは許可を貰うことができた。また審査の厳しい日本中央競馬会 (JRA) の馬主審査も、アイルランド人の妻がいる身ながらクリアした。
上記のような農地収得やJRAの馬主登録などは日本人にとってすら大変厳しいものであり、ましてや日本国外在住者であるスウィーニィにとっては高い壁であった。しかし自身の努力によって、その高い壁を打ち破ることができた。アイルランドと日本を行ったり来たりしている。
日本語に堪能である。

## 牧場名の由来
スウィーニィがオーナーを務めるパカパカファームというユニークな名前の牧場名は、スウィーニィ自身が付けた。スウィーニィは名前を付けた経緯について、「日本人の知り合いなど60人に『パカパカという名前はどうか？』と聞いたところ、誰もが最初は笑ったが、また誰もが素晴らしい名前だと言ってくれたのでこの名前にしました。一つ確かなことは、この名前を聞いた人々は決して忘れないことでしょう」と述べている。